# پیچتری سیتی (جورجیا)
پیچتری سیتی، جورجیا (به انگلیسی: Peachtree City, Georgia) یک شهر در ایالات متحده آمریکا با جمعیت ۳۴٬۳۶۴ نفر است که در جورجیا واقع شده‌است.

## موقعیت جغرافیایی
موقعیت جغرافیایی شهرها و مناطق اطراف به شرح زیر است: